# Antoine Vestier
Antoine Vestier (Avallon, 28 de abril de 1740 - París, 24 de diciembre de 1824) fue un pintor francés. Se trasladó desde su Borgoña natal para instalarse en París, donde fue alumno de Jean-Baptiste Pierre. Pintor de miniaturas, se hizo especialmente célebre por sus retratos. Presentó sus obras en el Salon de la Correspondance, antes de ser admitido en la Real Academia de Pintura y Escultura de París, en 1785. Vestier fue el padre de Marie-Nicole Vestier, pintora y retratista francesa.

## Obras más importantes

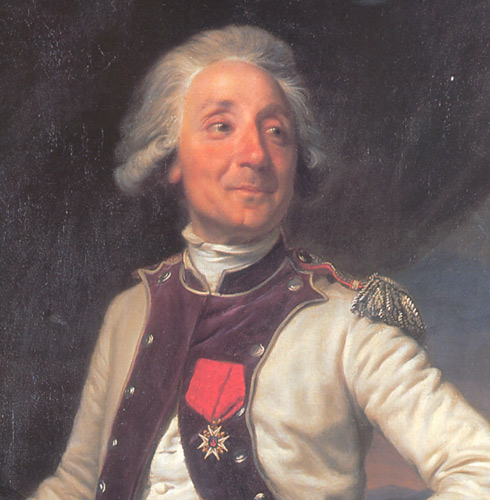
Vestier, Retrato de Jean-Baptiste Symon de Solémy, general de infantería de la armada de Condé.

- París, Museo Carnavalet, Retrato del caballero de Latude, 1789.
- París, Museo del Louvre, Retrato del pintor Gabriel-François Doyen , 1786, morceau de réception[2] del artista.
- París, Museo del Louvre, Retrato del pintor Nicolas Guy Brenet, 1786.
- París, Museo de la Ópera, Retrato de François-Joseph Gossec, 1791.
- Tours, Museo de Bellas Artes, Retrato del fusilero Jean Theurel, 1788
- Versalles, Museo Nacional del Palacio, Retrato de Jean-Henri Riesener, 1786.

## Iconografía de Vestier
- Busto de bronze realizado por el escultor Philippe Laurent Roland, 1806. Se conserva en el Instituto de Francia.

## Enlaces
- Wikimedia Commons alberga una categoría multimedia sobre Antoine Vestier.

- Datos: Q2389104
- Multimedia: Antoine Vestier / Q2389104